# Lex Norrmalm
Lex Norrmalm var en svensk lag gällande zonexpropriation av fastigheter i samband med större stadsplaneringar som beslöts av Riksdagen 1953 och avskaffades 1979. Lagen inspirerades av tidigare återkallade och förkastade lagförslag om zonexpropriation. Lagen tillämpades bland annat i samband med Norrmalmsregleringen, omdaningen av Stockholms city på 1950-, 60-, och 70-talen. 
Fastighetsägare som berördes av expropriationstillståndet hade ingen möjlighet att överklaga beslutet om avsikt och tillstånd till expropriation eller möjlighet att få en omprövning av beslutet. Eftersom expropriationstillstånd var förenat med byggnadsförbud var det nästan omöjligt att erhålla byggnadslov. Fastighetsägarna hade dessutom flera nackdelar under förbudstiden bland annat genom att det blev svårt eller omöjligt att sälja med anledning av osäkerheten om fastighetens framtid, att det blev ointressant att investera i fastigheterna, eller att byggnadsförbuden försvårade utveckling, upprustning och underhåll av byggnaden. Lagen kritiserades därför hårt för att bidra till förslumningen av området Nedre Norrmalm, något som inte var en överraskning för regering och riksdag då detta faktum varit frekvent debatterat i lagstiftningsprocessen sedan tidigaste 1900-tal. 
Juristen Jacob W.F. Sundberg, professor i allmän rättslära vid Stockholms universitet, ansåg att lagen hade en prisdämpande och osäkerhetsspridande effekt på Stockholms fastighetsmarknad.

## Prövning i Europadomstolen

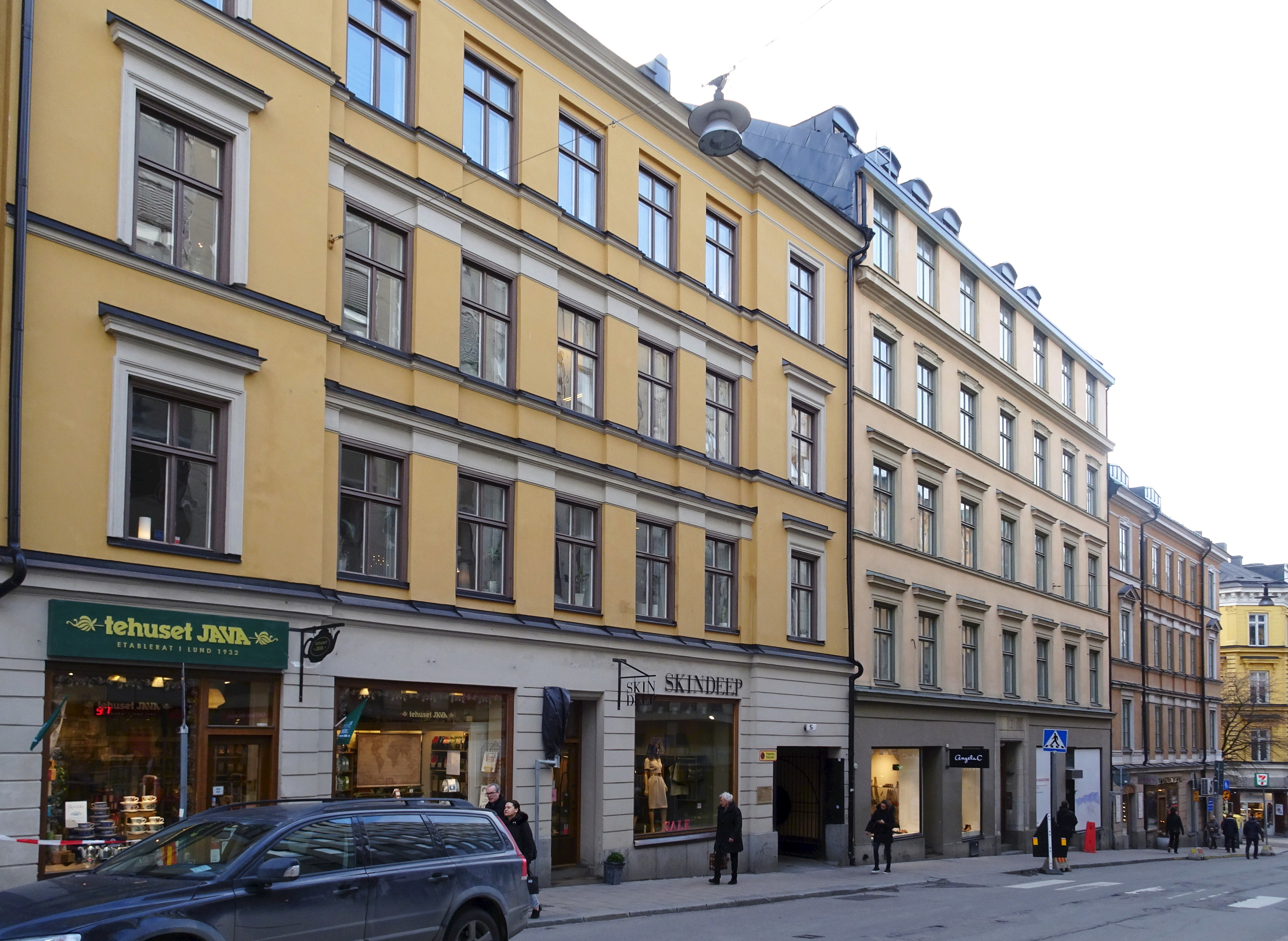
Riddaren nr. 8 är huset till vänster. Enligt en plan skulle en av pelarna till en viadukt stå på Sporrongs fastighet och resten av den skulle bli parkeringsplats. Viadukten blev aldrig av.

När två berörda fastighetsägare fick sin sak prövade i Europadomstolen i Strasbourg 1979, drog den svenska regeringen tillbaka lagen. Fallet blev känt under rubriken Sporrong och Lönnroth vs Sverige och har till viss del brukats som vägledande för tolkningen av artikel 1 i första tilläggsprotokollet till Europakonventionen.
Europeiska Domstolens dom avkunnades den 23 september 1982 respektive den 18 december 1984. Tvisten gällde två Stockholmsfastigheter (kv. Riddaren nr. 8 på Östermalm och kv. Barnhuset nr. 6 på Norrmalm) som varit belagda med expropriationstillstånd och därtill knutna byggnadsförbud. Den ena mellan 1954 och 1979, den andra mellan 1968 och 1980. För den första gavs expropriationstillstånd 1956, vilket regeringen upphävde den 3 maj 1979. För den andra fastigheten gavs expropriationstillstånd 1971 som också det upphävdes den 3 maj 1979.
Domstolen konstaterade att fastighetsägarna enligt svensk lag saknade möjlighet att få en tidsperiod för tillstånden och byggnadsförbuden bestämd eller att få någon slags ekonomisk ersättning för de nackdelar som expropriationstillståndet och byggnadsförbudet innebar. Domstolen fann att dessa omständigheter i förening innebar en kränkning av artikel 1 i första tilläggsprotokollet (skyddet för äganderätten). Domstolen fann också att artikel 6 i konventionen kränkts därigenom att fastighetsägarna enligt svensk rätt saknade möjlighet att få tvisten mellan dem och Stockholms stad prövad i en domstol. Europadomstolen biföll således Sporrong och Lönnroths talan. Som en följd härav tvingades den svenska staten förändra lagstiftningen i sådan riktning att den skulle stå i överensstämmelse med europakonventionens krav.
Fastighetsägarna tillerkändes i en efterföljande dom skadestånd av svenska staten med 800 000 respektive 200 000 kr jämte ersättning för rättegångskostnader.
Europadomstolen har vidareutvecklat gällande rättspraxis ('case law') från Sporrong och Lönnroth vs Sverige till att omfatta deklarationer av expropriationsintentioner utan expropriationstillstånd och byggnadsförbud utan expropriationstillstånd.
Europadomstolen har i modern tid kritiserats av internationella äganderättsjurister för att Sporrong och Lönnroth vs Sverige domen skulle ha varit alldeles för mjuk angående äganderätten och för att domstolen inte ville besluta en specifik kalkylmodell för skadestånd. Kritikerna verkar dock inte ha tagit hänsyn till att fastigheterna i målet till stor del var färdigutvecklade för områdets bebyggelse varför byggnadsförbuden och expropriationstillstånd som för fastigheter i andra tillstånd skulle verka extremt skadande, främst verkade som avskräckande på fastighetsköpare och som en orättfärdig kontroll utan allmänintresse. Dessutom förkastade Europadomstolen uttryckligen den svenska statens representants argumentation om att byggnadsförbud är en naturlig del av stadsplanering. 